# Elezioni politiche in Italia del 1963
Le elezioni politiche in Italia del 1963 per il rinnovo dei due rami del Parlamento Italiano – la Camera dei deputati e il Senato della Repubblica – si tennero domenica 28 e lunedì 29 aprile 1963.
Le elezioni confermarono la Democrazia Cristiana come primo partito, seppur in forte calo, e sancirono la fine del Centrismo e l'inizio del Centrosinistra, ovvero dei governi composti da democristiani e socialisti. A guadagnarne maggiormente furono le opposizioni, a sinistra i comunisti, e a destra i liberali. Le consultazioni segnarono anche l'inizio del declino delle forze monarchiche che, nonostante la riunione in un unico partito, persero più della metà dei propri voti.

## Sistema di voto
Le elezioni politiche del 1963 si tennero con il sistema di voto introdotto con il decreto legislativo luogotenenziale n. 74 del 10 marzo 1946, dopo essere stato approvato dalla Consulta Nazionale il 23 febbraio 1946. Concepito per gestire le elezioni dell'Assemblea Costituente previste per il successivo 2 giugno, il sistema fu poi recepito come normativa elettorale per la Camera dei deputati con la legge n. 6 del 20 gennaio 1948. Per quanto riguarda il Senato della Repubblica, i criteri di elezione vennero stabiliti con la legge n. 29 del 6 febbraio 1948 la quale, rispetto a quella per la Camera, conteneva alcuni piccoli correttivi in senso maggioritario, pur mantenendosi anch'essa in un quadro largamente proporzionale.
Secondo la suddetta legge del 1946, i partiti presentavano in ogni circoscrizione una lista di candidati. L'assegnazione di seggi alle liste circoscrizionali avveniva con un sistema proporzionale utilizzando il metodo dei divisori con quoziente Imperiali; determinato il numero di seggi guadagnati da ciascuna lista, venivano proclamati eletti i candidati che, all'interno della stessa, avessero ottenuto il maggior numero di preferenze da parte degli elettori, i quali potevano esprimere il loro gradimento per un massimo di quattro candidati.
I seggi e i voti residuati a questa prima fase venivano raggruppati poi nel collegio unico nazionale, all'interno del quale gli scranni venivano assegnati sempre col metodo dei divisori, ma utilizzando ora il quoziente Hare naturale ed esaurendo il calcolo tramite il metodo dei più alti resti.
Differentemente dalla Camera, la legge elettorale del Senato si articolava su base regionale, seguendo il dettato costituzionale (art. 57). Ogni Regione era suddivisa in molti collegi uninominali. All'interno di ciascun collegio, veniva eletto il candidato che avesse raggiunto il quorum del 65% delle preferenze: tale soglia, oggettivamente di difficilissimo conseguimento, tradiva l'impianto proporzionale su cui era concepito anche il sistema elettorale della Camera Alta. Qualora, come normalmente avveniva, nessun candidato avesse conseguito l'elezione, i voti di tutti i candidati venivano raggruppati in liste di partito a livello regionale, dove i seggi venivano allocati utilizzando il metodo D'Hondt delle maggiori medie statistiche e quindi, all'interno di ciascuna lista, venivano dichiarati eletti i candidati con le migliori percentuali di preferenza.
In questa elezione entrò in vigore la legge di revisione costituzionale n°2 del 9 febbraio 1963 con cui si modificò il numero di seggi da assegnare alle Camere, eliminando peraltro il rapporto con il numero di abitanti previsto nel 1948.

### Circoscrizioni
Il territorio nazionale italiano venne suddiviso alla Camera dei deputati in 32 circoscrizioni plurinominali ed al Senato della Repubblica in 19 circoscrizioni plurinominali, corrispondenti alle regioni italiane.

#### Circoscrizioni della Camera dei deputati

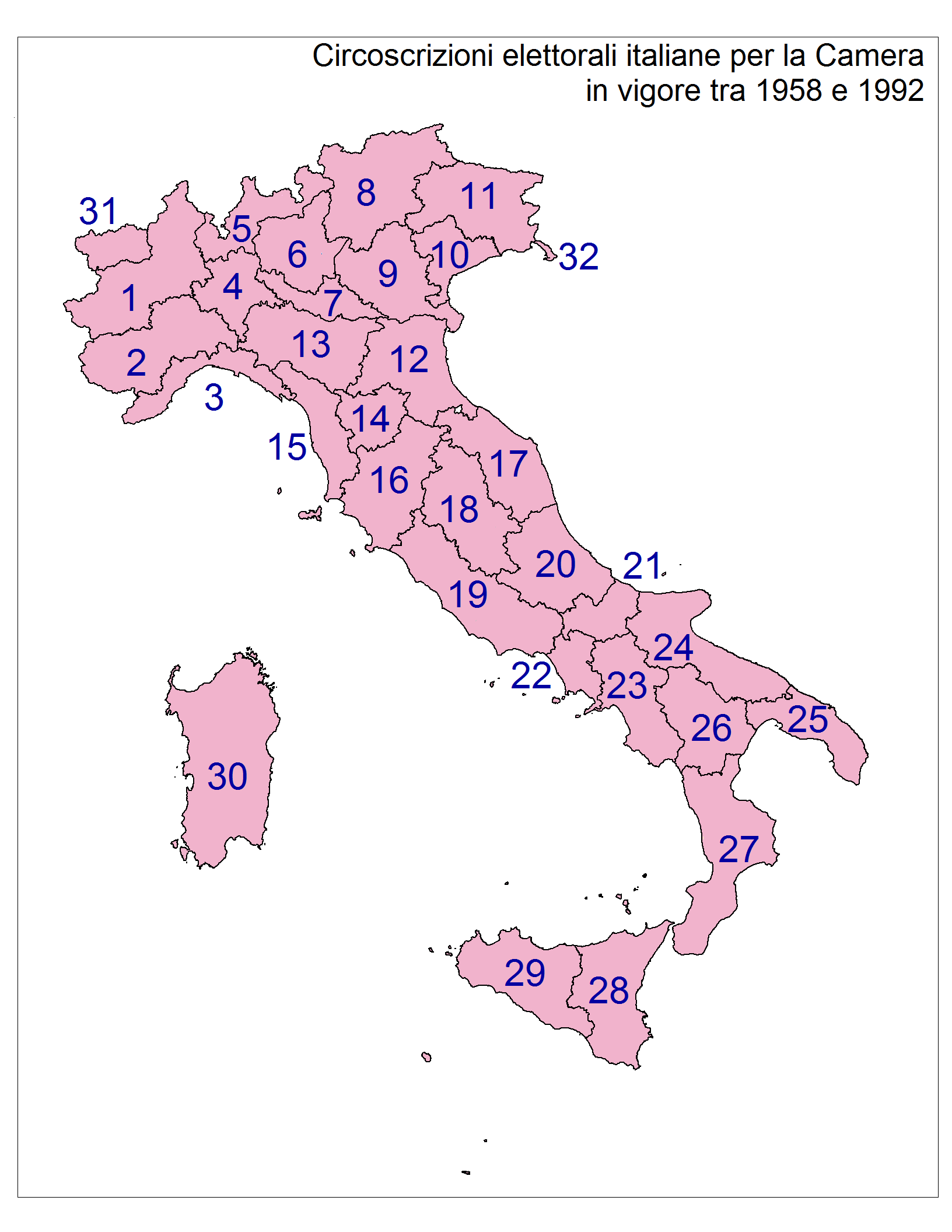
Le circoscrizioni per la Camera dei Deputati.

Le circoscrizioni della Camera dei deputati erano le seguenti:
1. Torino (Torino, Novara, Vercelli);
2. Cuneo (Cuneo, Alessandria, Asti);
3. Genova (Genova, Imperia, La Spezia, Savona);
4. Milano (Milano, Pavia);
5. Como (Como, Sondrio, Varese);
6. Brescia (Brescia, Bergamo);
7. Mantova (Mantova, Cremona);
8. Trento (Trento, Bolzano);
9. Verona (Verona, Padova, Vicenza, Rovigo);
10. Venezia (Venezia, Treviso);
11. Udine (Udine, Belluno, Gorizia);
12. Bologna (Bologna, Ferrara, Ravenna, Forlì);
13. Parma (Parma, Modena, Piacenza, Reggio Emilia);
14. Firenze (Firenze, Pistoia);
15. Pisa (Pisa, Livorno, Lucca, Massa e Carrara);
16. Siena (Siena, Arezzo, Grosseto);
17. Ancona (Ancona, Pesaro, Macerata, Ascoli Piceno);
18. Perugia (Perugia, Terni, Rieti);
19. Roma (Roma, Viterbo, Latina, Frosinone);
20. L'Aquila (Aquila, Pescara, Chieti, Teramo);
21. Campobasso (Campobasso);
22. Napoli (Napoli, Caserta);
23. Benevento (Benevento, Avellino, Salerno);
24. Bari (Bari, Foggia);
25. Lecce (Lecce, Brindisi, Taranto);
26. Potenza (Potenza, Matera);
27. Catanzaro (Catanzaro, Cosenza, Reggio Calabria);
28. Catania (Catania, Messina, Siracusa, Ragusa, Enna);
29. Palermo (Palermo, Trapani, Agrigento, Caltanissetta);
30. Cagliari (Cagliari, Sassari, Nuoro);
31. Valle d'Aosta (Aosta);
32. Trieste (Trieste)

#### Circoscrizioni del Senato della Repubblica

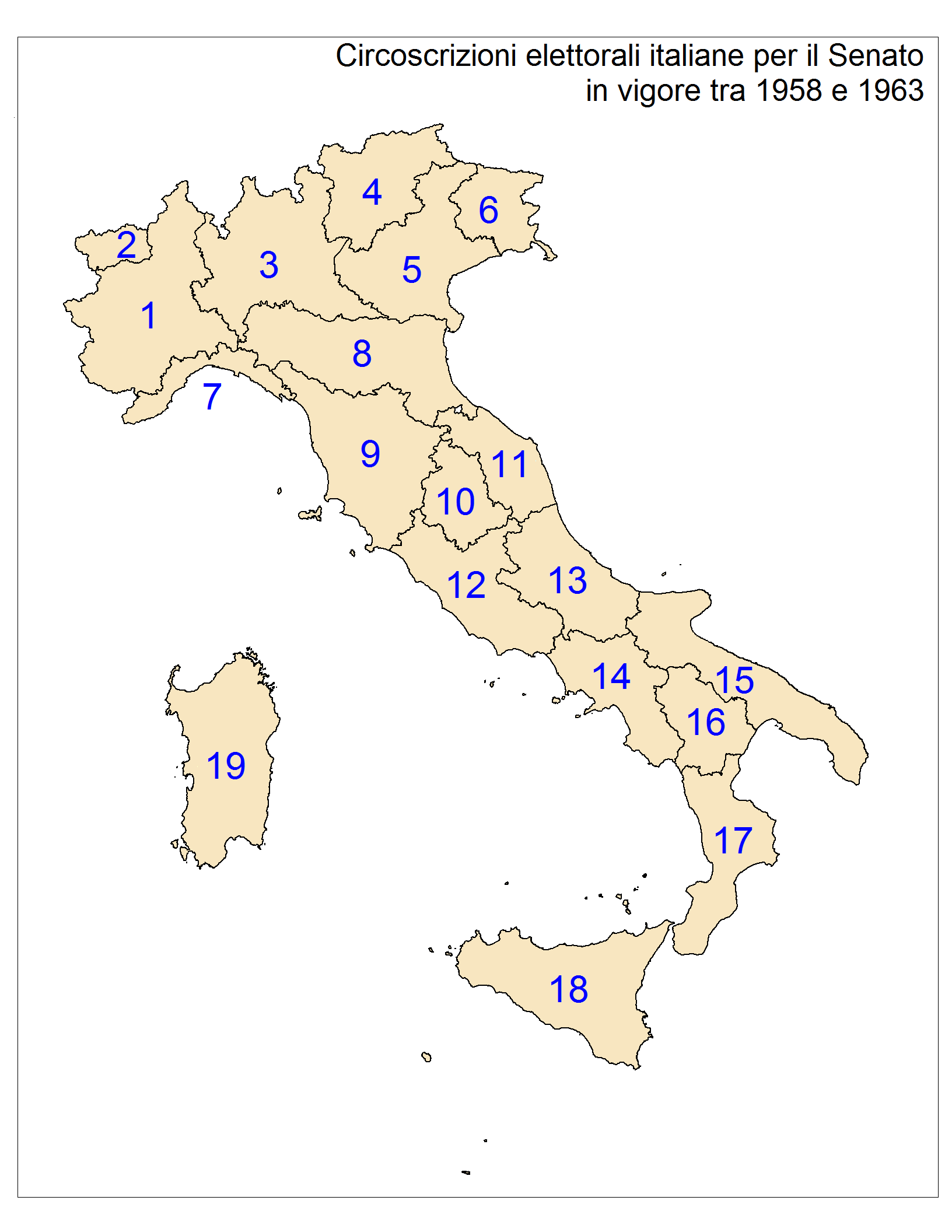
Le circoscrizioni per il Senato della Repubblica.

Le circoscrizioni del Senato della Repubblica erano invece le seguenti:
1. Piemonte;
2. Valle D'Aosta;
3. Lombardia;
4. Trentino-Alto Adige;
5. Veneto;
6. Friuli-Venezia Giulia;
7. Liguria;
8. Emilia-Romagna;
9. Toscana;
10. Umbria;
11. Marche;
12. Lazio;
13. Abruzzi e Molise;
14. Campania;
15. Puglia;
16. Basilicata;
17. Calabria;
18. Sicilia;
19. Sardegna.

## Quadro politico

### La fine del centrismo
Conclusisi i tentativi di inizio legislatura di spostare l'asse politico della Democrazia Cristiana verso destra, nel 1960 Amintore Fanfani tornò al Governo per sanare i conflitti sociali con una «restaurazione democratica», dopo le proteste e le rivolte che avevano determinato la crisi dell'esecutivo precedente. Il nuovo esecutivo ottenne l'appoggio del centro (PSDI e PLI) ma anche l'astensione del PSI.
Dal 1957, infatti, i socialisti, interrotti i rapporti con il PCI a seguito dell'invasione sovietica dell'Ungheria, seguirono un processo di moderazione guardando favorevolmente ad un'alleanza con i democristiani.
In ambito locale, a Milano, Genova e Firenze furono varate (tra il gennaio e il marzo 1961) giunte locali con l'inserimento organico del PSI, provocando una forte protesta di esponenti e organizzazioni cattoliche.
Nel 1962 la vittoria di Aldo Moro al congresso della DC sancì definitivamente la volontà del partito di guardare a sinistra per creare una collaborazione di Governo con il PSI, sia pure con l'appoggio esterno.
A seguito di questa svolta Fanfani creò un nuovo Governo, con la partecipazione di PSDI e PRI, e l'appoggio esterno socialista. I liberali, da sempre contrari a collaborazioni con le forze di sinistra, abbandonarono la maggioranza e divennero il punto di riferimento dell'opposizione moderata al nuovo esecutivo.

### Principali forze politiche
| Partito | Partito                                                  | Collocazione    | Ideologia principale      | Segretario        | Foto |
| ------- | -------------------------------------------------------- | --------------- | ------------------------- | ----------------- | ---- |
|         | Democrazia Cristiana (DC)                                | Centro          | Cristianesimo democratico | Aldo Moro         |      |
|         | Partito Comunista Italiano (PCI)                         | Sinistra        | Comunismo                 | Palmiro Togliatti |      |
|         | Partito Socialista Italiano (PSI)                        | Sinistra        | Socialismo democratico    | Pietro Nenni      |      |
|         | Partito Liberale Italiano (PLI)                          | Centro-destra   | Liberalismo               | Giovanni Malagodi |      |
|         | Partito Socialista Democratico Italiano (PSDI)           | Centro-sinistra | Socialdemocrazia          | Giuseppe Saragat  |      |
|         | Movimento Sociale Italiano (MSI)                         | Estrema destra  | Neofascismo               | Arturo Michelini  |      |
|         | Partito Democratico Italiano di Unità Monarchica (PDIUM) | Destra          | Monarchismo               | Alfredo Covelli   |      |
|         | Partito Repubblicano Italiano (PRI)                      | Centro-sinistra | Repubblicanesimo          | Oronzo Reale      |      |

## Campagna elettorale
Democristiani e socialisti dovevano affrontare una campagna elettorale particolare, in quanto dovevano dimostrare di non avere abdicato, con la nuova alleanza, le proprie ideologie. Bisognava convincere l'elettorato DC che il partito era ancora il punto di riferimento dei moderati, mentre bisognava convincere l'elettorato socialista che il PSI restava un partito di sinistra entrato nella maggioranza per far trionfare il suo programma.
In campagna elettorale i notabili democristiani sostenevano che la nazionalizzazione dell'energia elettrica sarebbe rimasta un episodio isolato, e che le regioni avrebbero avuto una concreta attuazione solo dopo aver ottenuto precise garanzie. Invece in casa socialista Nenni spiegò che l'ingresso del partito nella maggioranza aveva permesso l'avvio a una serie di riforme incisive, e che la nazionalizzazione elettrica sarebbe stata l'inizio di un processo che avrebbe raggiunto traguardi più ambiziosi. Il PCI imputò al PSI di avere tradito la classe operaia mentre i liberali, dopo essere usciti dalla maggioranza nel 1962, erano sostenuti da larga parte della stampa.
All'interno degli stessi partiti (DC e PSI) c'erano correnti e gruppi che condividevano alcune tesi avversarie: gli oppositori di Aldo Moro e di Amintore Fanfani ritennero troppo accelerato e avventuroso il nuovo corso riformista, mentre gli avversari di Pietro Nenni giudicavano quello stesso corso lento e pantofolaio. In pratica le elezioni diventarono un referendum pro o contro il centrosinistra.
Per queste elezioni la Democrazia Cristiana si era avvalsa del molto discusso consulente del CISER (Centro Italiano Studi e Ricerche) Ernest Dichter riguardo all'impostazione della sua campagna elettorale.

## Risultati

### Camera dei deputati

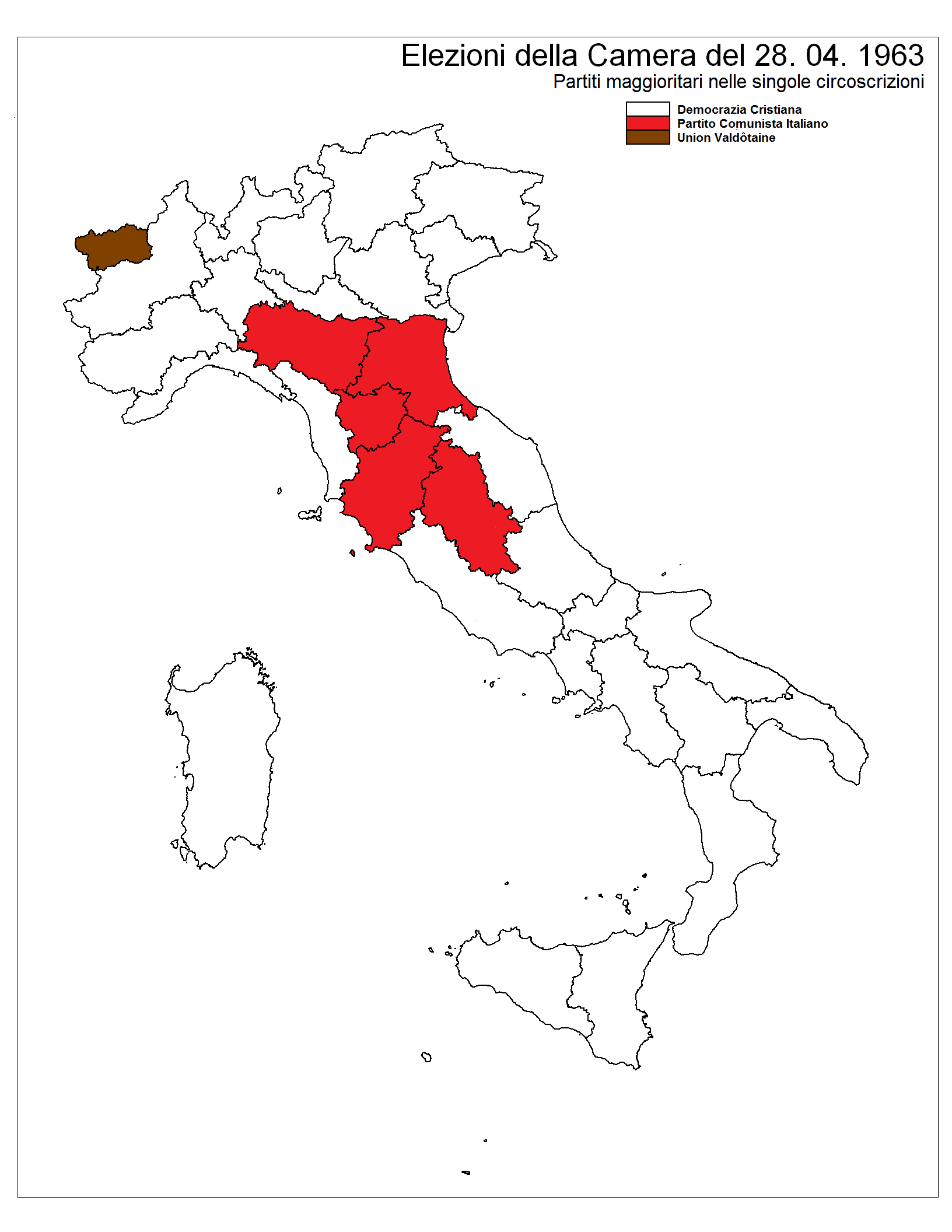
Partiti maggioritari nelle singole circoscrizioni elettorali.

|                                                                  |                                                          |            |       |       |                |         |
| Partito                                                          | Partito                                                  | Voti       | %     | Seggi | Differenza (%) | /       |
|                                                                  | Democrazia Cristiana (DC)                                | 11 773 182 | 38,28 | 260   | 4,07           | 13      |
|                                                                  | Partito Comunista Italiano (PCI)                         | 7 767 601  | 25,26 | 166   | 2,58           | 26      |
|                                                                  | Partito Socialista Italiano (PSI)                        | 4 255 836  | 13,84 | 87    | 0,39           | 3       |
|                                                                  | Partito Liberale Italiano (PLI)                          | 2 144 270  | 6,97  | 39    | 3,43           | 22      |
|                                                                  | Partito Socialista Democratico Italiano (PSDI)           | 1 876 271  | 6,10  | 33    | 1,55           | 11      |
|                                                                  | Movimento Sociale Italiano (MSI)                         | 1 570 282  | 5,11  | 27    | 0,35           | 3       |
|                                                                  | Partito Democratico Italiano di Unità Monarchica (PDIUM) | 536 948    | 1,75  | 8     | 3,11           | 17      |
|                                                                  | Partito Repubblicano Italiano (PRI)                      | 420 213    | 1,37  | 6     | Stabile        | Stabile |
|                                                                  | Partito Popolare Sudtirolese (SVP)                       | 135 457    | 0,44  | 3     | 0,02           | Stabile |
|                                                                  | Concentrazione di Unità Rurale                           | 92 209     | 0,30  | 0     | -              | -       |
|                                                                  | Partito Autonomo Pensionati Italiani                     | 87 655     | 0,29  | 0     | -              | -       |
|                                                                  | Union Valdôtaine (UV)                                    | 31 844     | 0,10  | 1     | Stabile        | Stabile |
|                                                                  | Altre liste                                              | 61 103     | 0,19  | 0     | 0,05           | 1       |
| Totale                                                           | Totale                                                   | 30 752 871 | 100   | 630   |                | 34      |
| Schede bianche                                                   | Schede bianche                                           | 571 961    | 1,80  |       |                |         |
| Schede nulle                                                     | Schede nulle                                             | 441 177    | 1,39  |       |                |         |
| Votanti                                                          | Votanti                                                  | 31 766 009 | 92,89 |       |                |         |
| Elettori                                                         | Elettori                                                 | 34 199 184 | 100   |       |                |         |
| Fonte: Archivio storico delle elezioni - Ministero dell'Interno. |                                                          |            |       |       |                |         |

### Senato della Repubblica

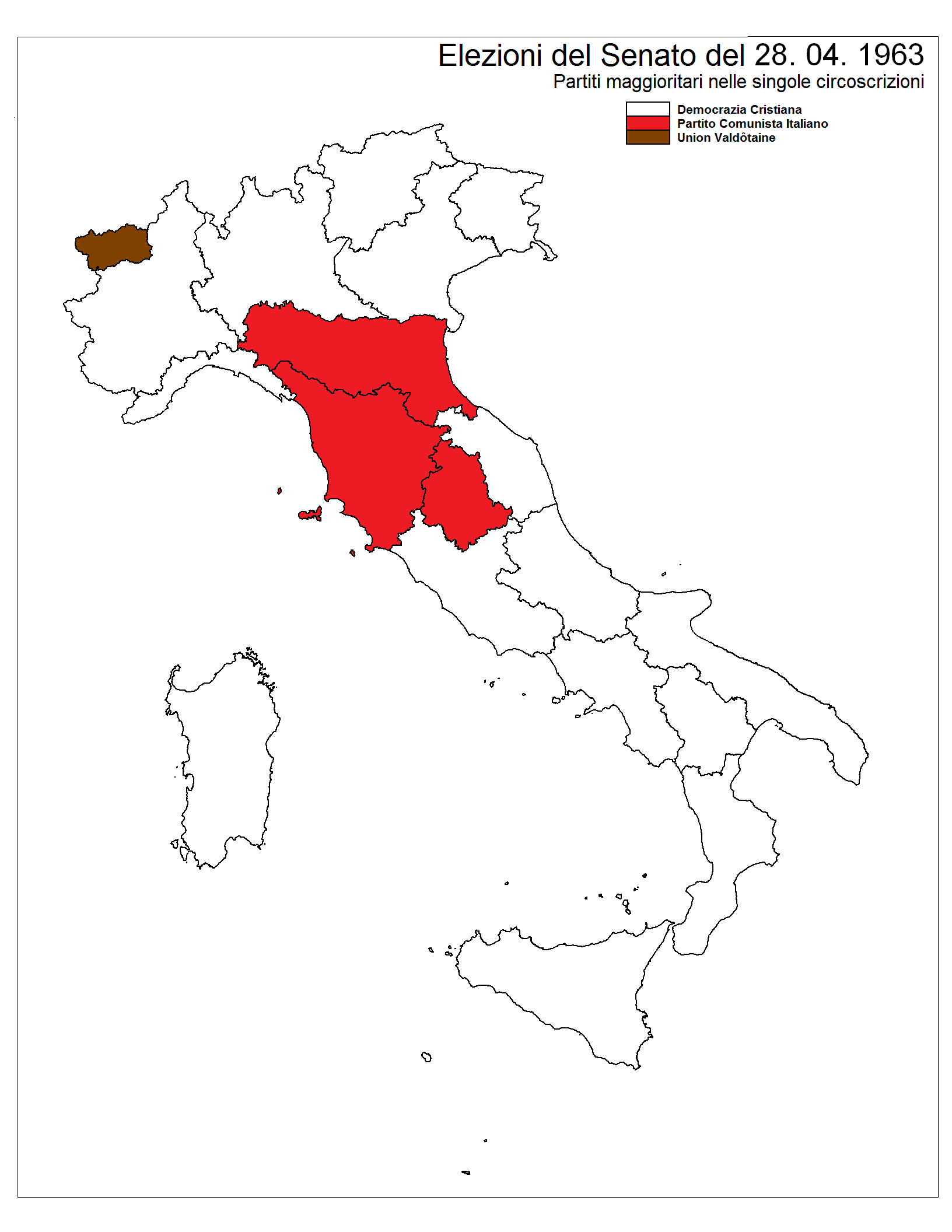
Partiti maggioritari nelle singole circoscrizioni elettorali.

|                                                                  |                                                          |            |       |       |                |         |
| Partito                                                          | Partito                                                  | Voti       | %     | Seggi | Differenza (%) | /       |
|                                                                  | Democrazia Cristiana (DC)                                | 10 017 975 | 36,47 | 126   | 4,76           | 3       |
|                                                                  | Partito Comunista Italiano (PCI)                         | 6 461 616  | 25,24 | 84    | 3,44           | 25      |
|                                                                  | Partito Socialista Italiano (PSI)                        | 3 849 440  | 14,01 | 44    | 0,07           | 9       |
|                                                                  | Partito Liberale Italiano (PLI)                          | 2 065 887  | 7,52  | 19    | 4,65           | 15      |
|                                                                  | Partito Socialista Democratico Italiano (PSDI)           | 1 743 837  | 6,35  | 14    | 1,90           | 9       |
|                                                                  | Movimento Sociale Italiano (MSI)                         | 1 414 754  | 5,15  | 14    | 0,75           | 6       |
|                                                                  | DC-PRI                                                   | 638 699    | 2,33  | 7     | -              | -       |
|                                                                  | Partito Democratico Italiano di Unità Monarchica (PDIUM) | 429 339    | 1,56  | 2     | -              | 5       |
|                                                                  | MSI-PDIUM                                                | 260 336    | 0,95  | 1     | -              | -       |
|                                                                  | Partito Repubblicano Italiano (PRI)                      | 231 559    | 0,84  | 0     | -              | -       |
|                                                                  | Partito Popolare Sudtirolese (SVP)                       | 112 023    | 0,41  | 2     | 0,05           | Stabile |
|                                                                  | Partito Autonomista Cristiano Sociale                    | 43 355     | 0,16  | 1     | -              | 1       |
|                                                                  | Concentrazione di Unità Rurale                           | 37 262     | 0,14  | 0     | -              | -       |
|                                                                  | Partito Sardo d'Azione (PSd'Az)                          | 34 954     | 0,13  | 0     | -              | -       |
|                                                                  | CUR-USCS                                                 | 33 989     | 0,12  | 0     | -              | -       |
|                                                                  | Union Valdôtaine (UV)                                    | 29 510     | 0,11  | 1     | -              | -       |
|                                                                  | Altre liste                                              | 43 831     | 0,16  | 0     | -              | -       |
| Totale                                                           | Totale                                                   | 27 469 175 | 100   | 315   |                | 69      |
| Schede bianche                                                   | Schede bianche                                           | 870 656    | 3,02  |       |                |         |
| Schede nulle                                                     | Schede nulle                                             | 532 094    | 1,84  |       |                |         |
| Votanti                                                          | Votanti                                                  | 28 872 052 | 93,08 |       |                |         |
| Elettori                                                         | Elettori                                                 | 31 019 233 | 100   |       |                |         |
| Fonte: Archivio storico delle elezioni - Ministero dell'Interno. |                                                          |            |       |       |                |         |

## Analisi territoriale del voto

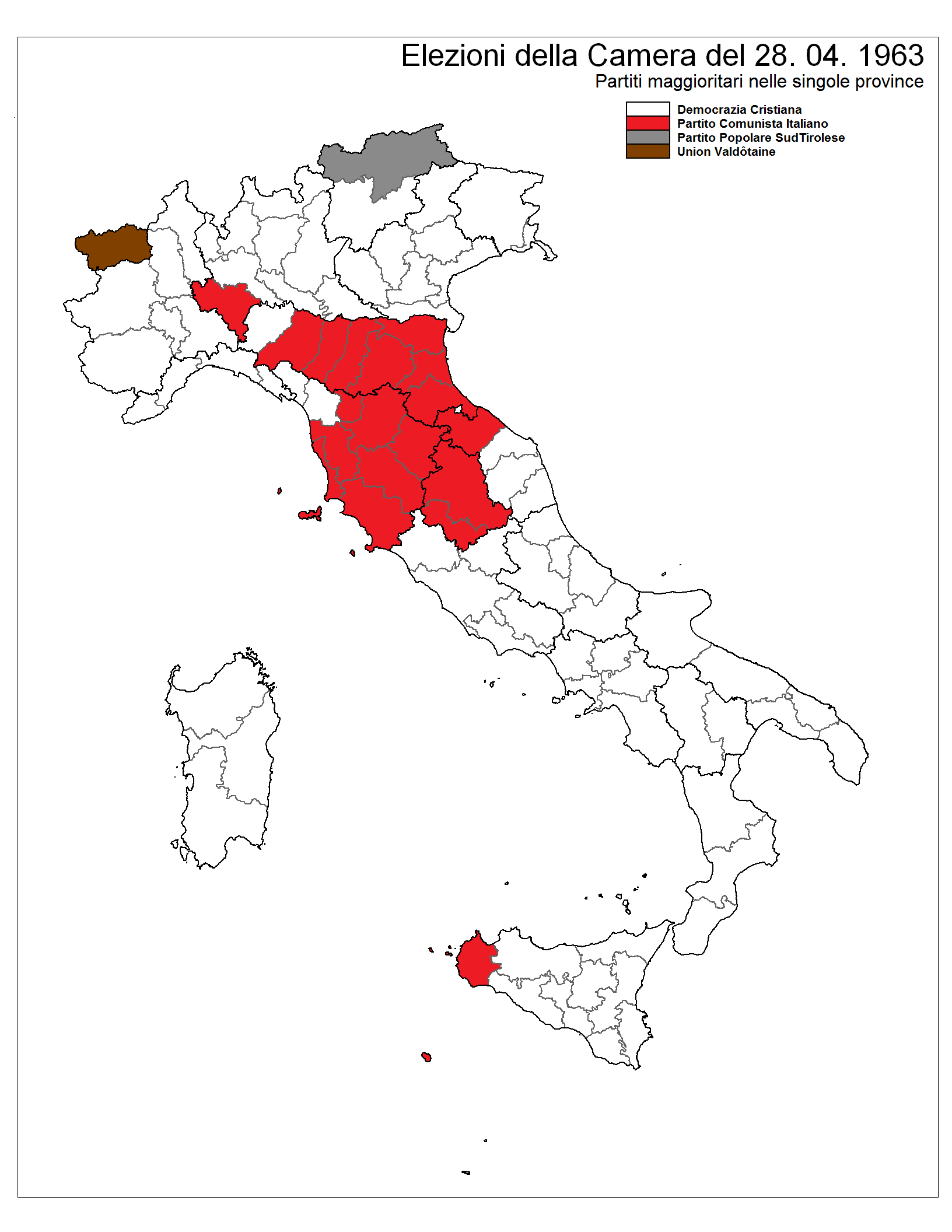
Partiti maggioritari nelle singole province per la Camera.

La Democrazia Cristiana subisce un arretramento di oltre 4 punti percentuali frutto di una generale diminuzione di consensi compresa tra il 3% e 5%. Decrementi più contenuti si registrano nel Nord-Est e, con l'eccezione delle Isole Maggiori, nel Centro-Sud, dove vi sono anche isolati aumenti di consensi nelle province dell'Aquila e di Brindisi. Molto più ingenti i cali in Liguria e Marche in cui il partito arriva a perdere rispettivamente il 9% e l'8%. La geografia del voto democristiano non viene particolarmente modificata per cui Nord-Est e Alta Lombardia si confermano le roccaforti della DC e il Centro Sud mantiene risultati sopra la media, soprattutto in Molise e nel Salento, mentre le «Regioni Rosse» e il Nord-Ovest continuano ad essere le più ostiche per i democristiani. A queste ultime si aggiunge in questa tornata anche la Provincia di Roma dove la DC incontra serie difficoltà.
Il Partito Comunista Italiano aumenta i propri consensi praticamente ovunque, con crescite ingenti nel Nord-Ovest, nel Centro, raggiungendo un +8% in Umbria, e in alcune province del Sud, come Trapani, Brindisi e Cosenza. Tutto ciò rafforza la posizione del partito nelle sue storiche roccaforti, Emilia-Romagna, Toscana, Umbria e il  Nord delle Marche e il Nord-Ovest, ma contribuisce anche a creare delle nuove aree forti nel Sud della Sicilia, e tra Puglia, Basilicata e Calabria. Gli unici cali si registrano in Molise e in Provincia di Benevento, zone già ostili ai comunisti insieme a Nord-Est, Alta Lombardia, Campania, zone settentrionali della Sicilia e della Sardegna.
Il Partito Socialista Italiano perde numerosi consensi nel Nord-Ovest e nell'Italia centrale, specialmente in Umbria, che non può più essere considerata una roccaforte socialista. Conquista votanti in Trentino, Campania e Molise mentre nel resto del Paese si alternano incrementi e contrazioni senza tendenze evidenti. I socialisti si mantengono forti soprattutto nel Centro-Nord, in particolare in Lombardia e nelle province di Novara, Ferrara, Venezia, Verona e Massa-Carrara. Resta invece ancora debole al Sud, con la sola eccezione della Calabria dove ottiene consensi in linea con il risultato nazionale.
Il Partito Liberale Italiano guadagna molti consensi nel Nord-Ovest e in Sicilia che si confermano le roccaforti del partito, mentre altrove si rafforza in modo più contenuto con picchi isolati tra cui un incremento del 6% nella Provincia di Roma. Questo exploit rende la capitale una delle zone più forti per i liberali insieme alle principali città del Centro-Nord. Si conferma invece la debolezza nel Centro-Sud con le eccezioni delle province di Benevento e Campobasso.
Il Partito Socialista Democratico Italiano ottiene importanti aumenti di consenso nel Centro-Sud riuscendo quindi ad affermarsi con ottimi risultati nelle province di Salerno, L'Aquila, Messina e Siracusa. Nel resto del Paese gli incrementi sono meno ingenti e questo contribuisce a ridurre il netto divario tra il consenso raccolto al Nord e quello al Sud che resta, però, ancora molto basso in Calabria, Sardegna e Sicilia Meridionale. Nel Nord, il Piemonte e l'estremo Nord-Est si confermano le roccaforti socialdemocratiche con il massimo di quasi 15 punti percentuali ottenuto in Provincia di Belluno.
Il Movimento Sociale Italiano aumenta di poco i suoi consensi e ciò è frutto di un aumento generale nel Sud, specialmente in Campania e in Sicilia con l'eccezione della Puglia dove invece i missini perdono consensi, e una stabilità dei risultati del Centro-Nord. La distribuzione del voto si mantiene quindi invariata con Lazio e Puglia, roccaforti del movimento che continua a faticare a conquistare consensi al Nord. L'unica eccezione è la Provincia di Trieste che con il 12% dei voti consegna al MSI il suo massimo in questa tornata, nonostante il calo di oltre 3 punti percentuali.
Il Partito Democratico Italiano di Unità Monarchica perde numerosi consensi rispetto alla somma dei due partiti monarchici alle precedenti elezioni, a seguito di una generale perdita di consensi in tutta Italia, ma specialmente al Sud dove in alcune province si assiste ad un'emorragia di voti monarchici, che crollano di più del 10% a Napoli e Messina. Ciononostante il Sud si mantiene la principale e sostanzialmente unica area d'influenza dei monarchici, vista l'irrilevanza dei risultati del Centro-Nord. In particolare Campania, con quasi il 10% dei voti, e Sassari si affermano come roccaforti del PDIUM.
Il Partito Repubblicano Italiano sposta il proprio asse geografico della distribuzione del voto verso sud, dove incrementa i propri consensi, al più restando stabile, con avanzate particolarmente rilevanti in Sicilia e Sardegna, guadagnando l'8% a Nuoro, e arretrando nel Centro-Nord. Le uniche eccezioni sono le province di Cuneo e Asti dove il PRI guadagna voti raggiungendo ottimi risultati, mentre nel resto del Nord i repubblicani ottengono risultati destinati all'irrilevanza. Pur accusando un calo generale di elettori il partito mantiene le sue solite roccaforti in Romagna, costa Toscana, Marche e Lazio.
Il forte calo del consenso democristiano e la crescita dei Partito Comunista Italiano permettono a quest'ultimo di riconquistare diverse province delle «Regioni Rosse», come Parma, Arezzo, Pesaro e Perugia ma anche le province di Pavia e Trapani. Inoltre i comunisti rafforzano la propria posizione in Emilia-Romagna e Toscana, superando la DC di oltre 30 punti in Provincia di Siena. La Democrazia Cristiana accusa il colpo nel Nord, con i distacchi nelle sue roccaforti del Nord-Est, che scendono a 30-40%, mentre in diverse province del Nord-Ovest si impone per pochi punti percentuali. La situazione è migliore al Sud, dove riesce a creare una zona di forte distacco, oltre 20 punti, tra Abruzzo, Molise e Campania, con distacchi contenuti ma tali da non impensierire nelle altre zone.

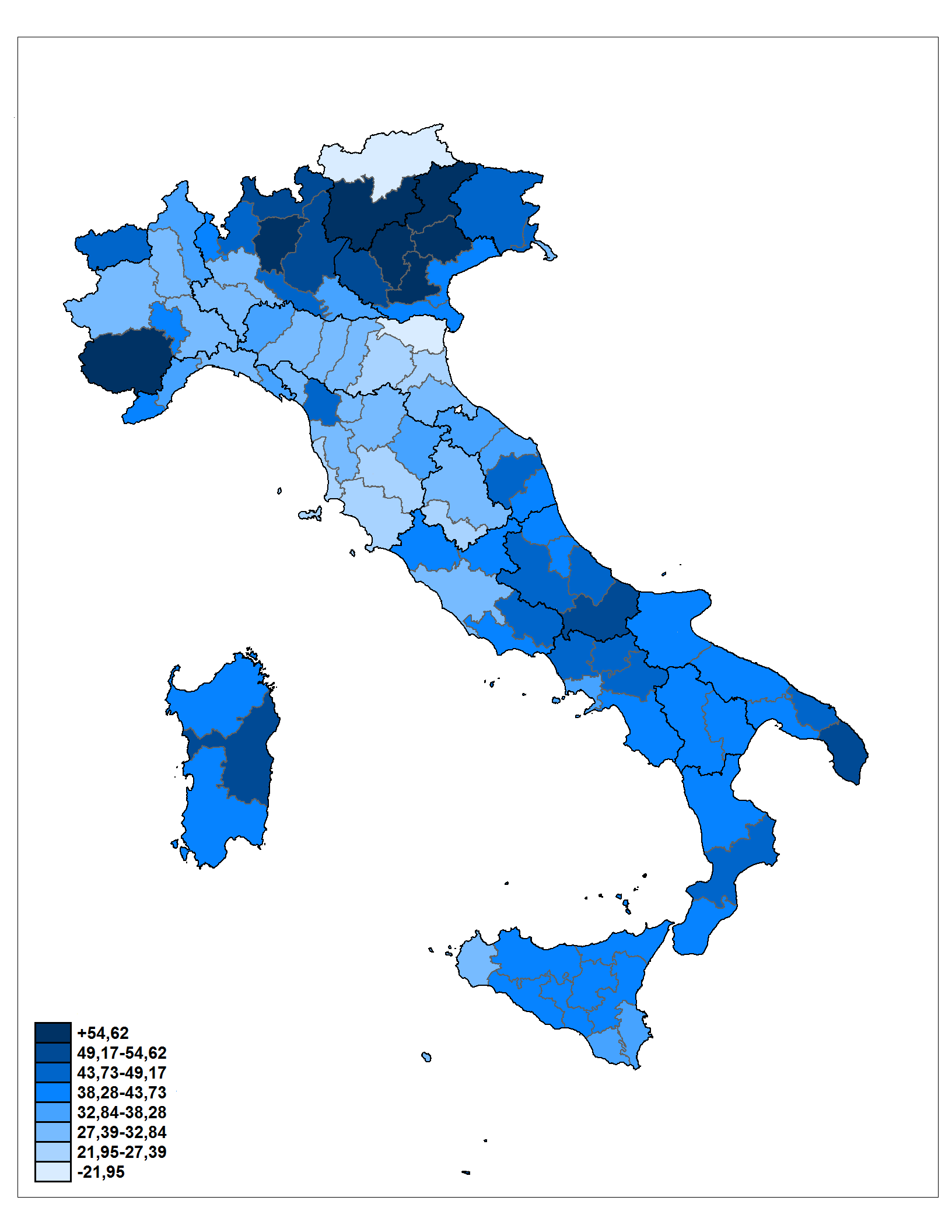
Democrazia Cristiana.
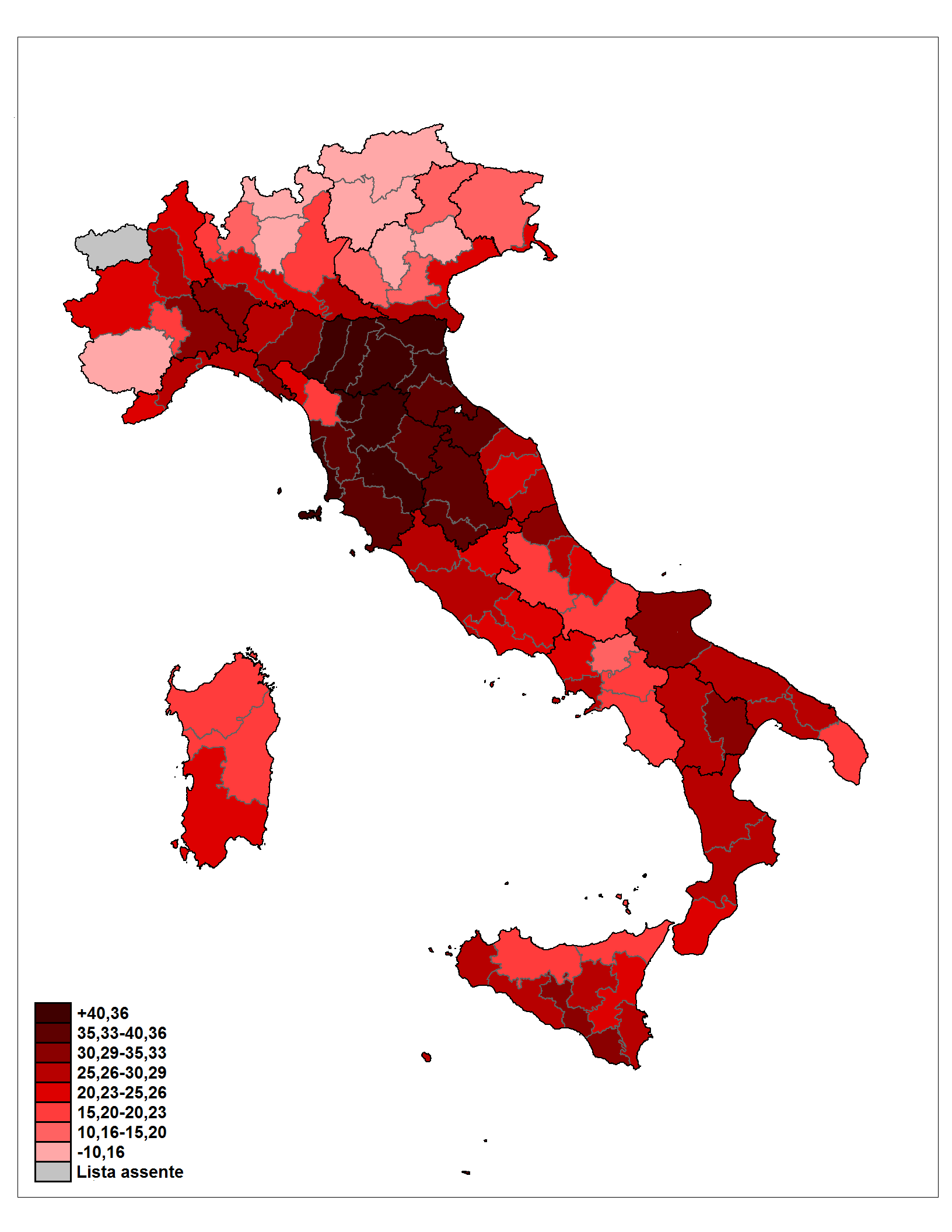
Partito Comunista Italiano.
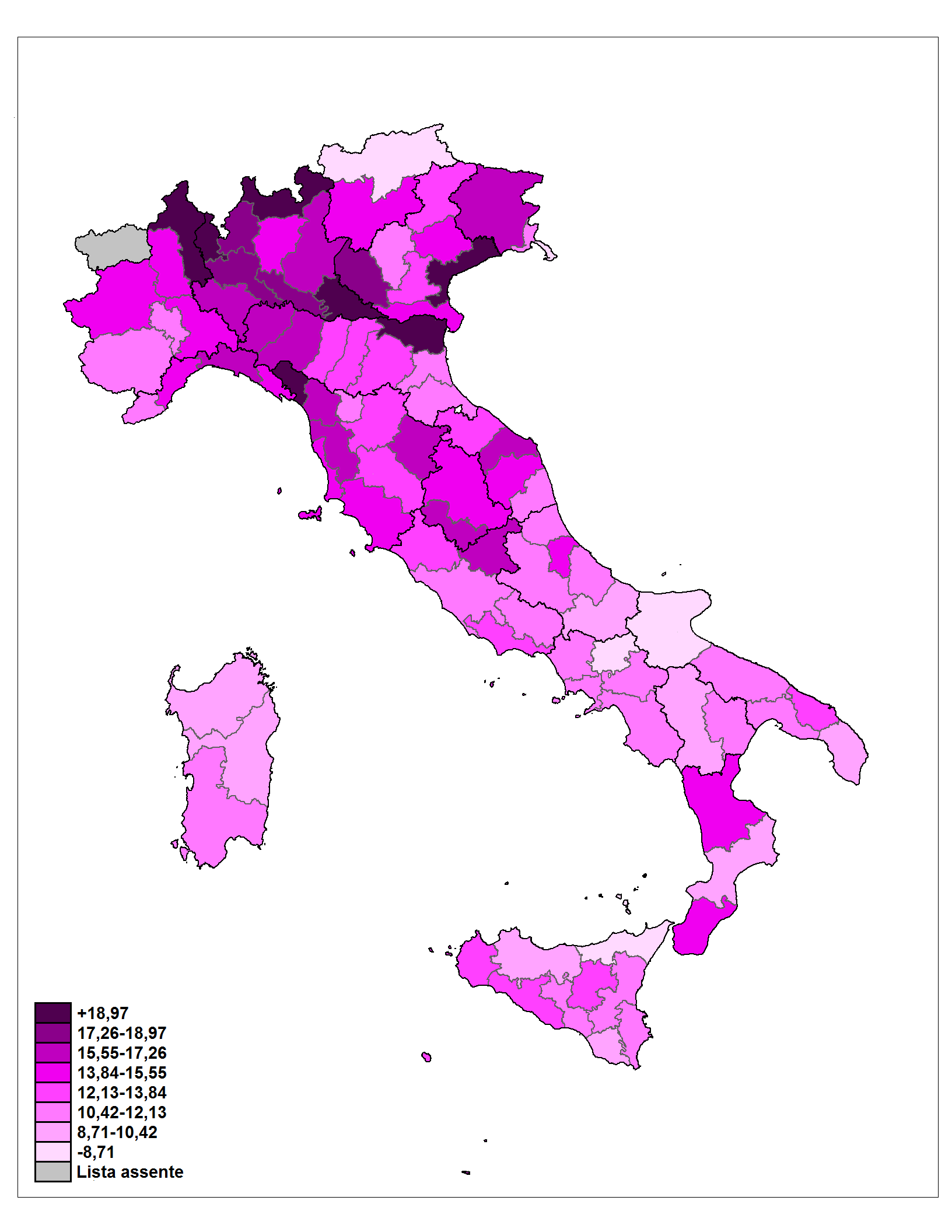
Partito Socialista Italiano.
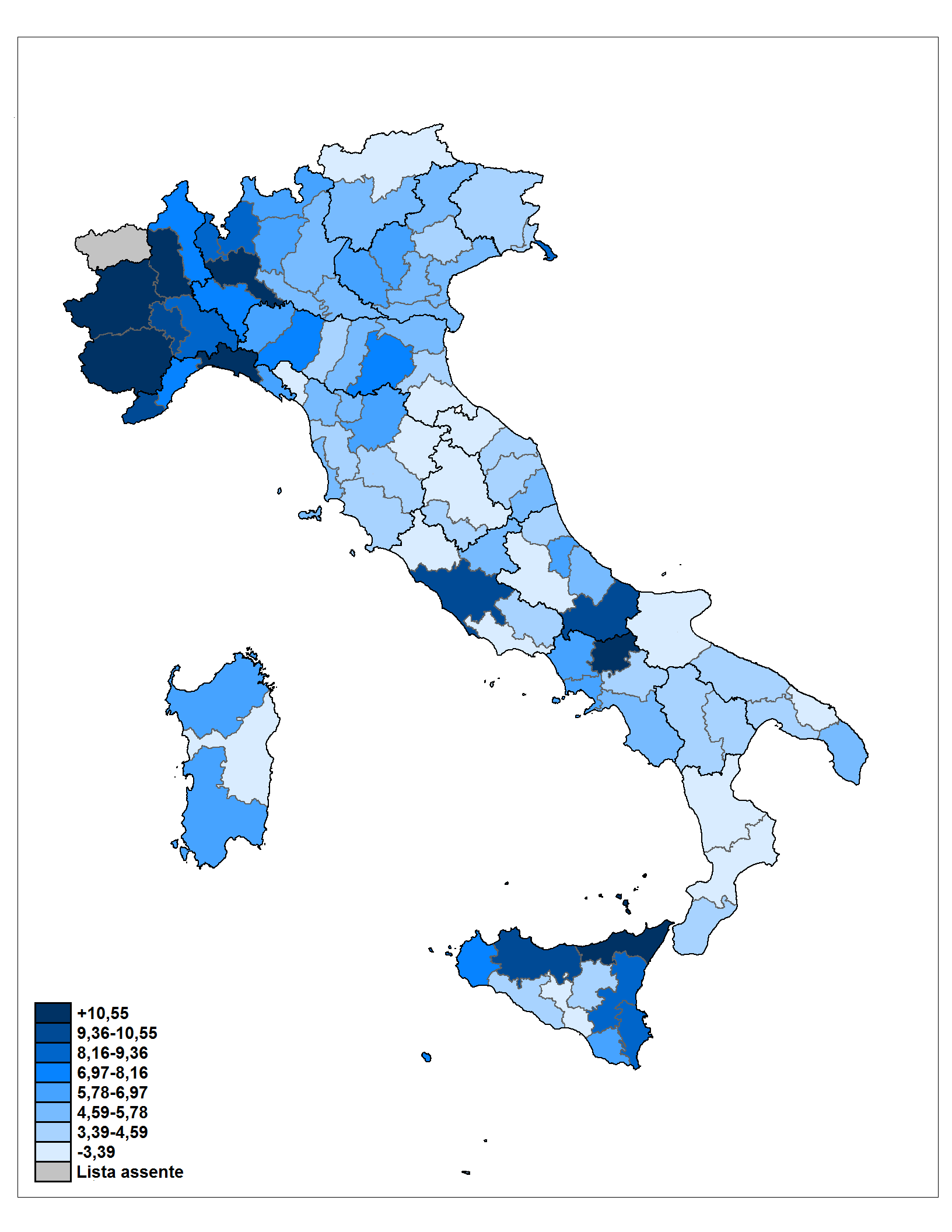
Partito Liberale Italiano.
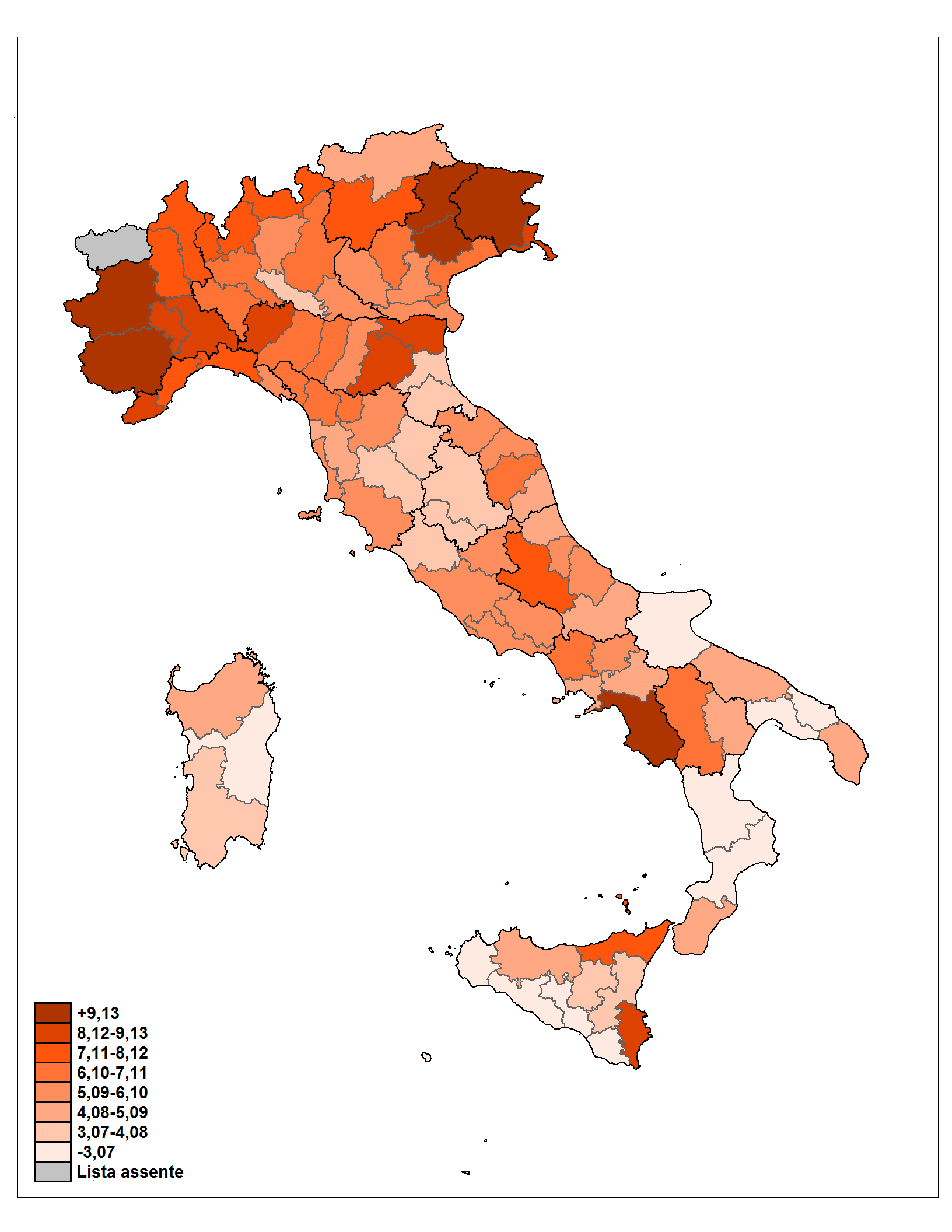
Partito Socialista Democratico Italiano.
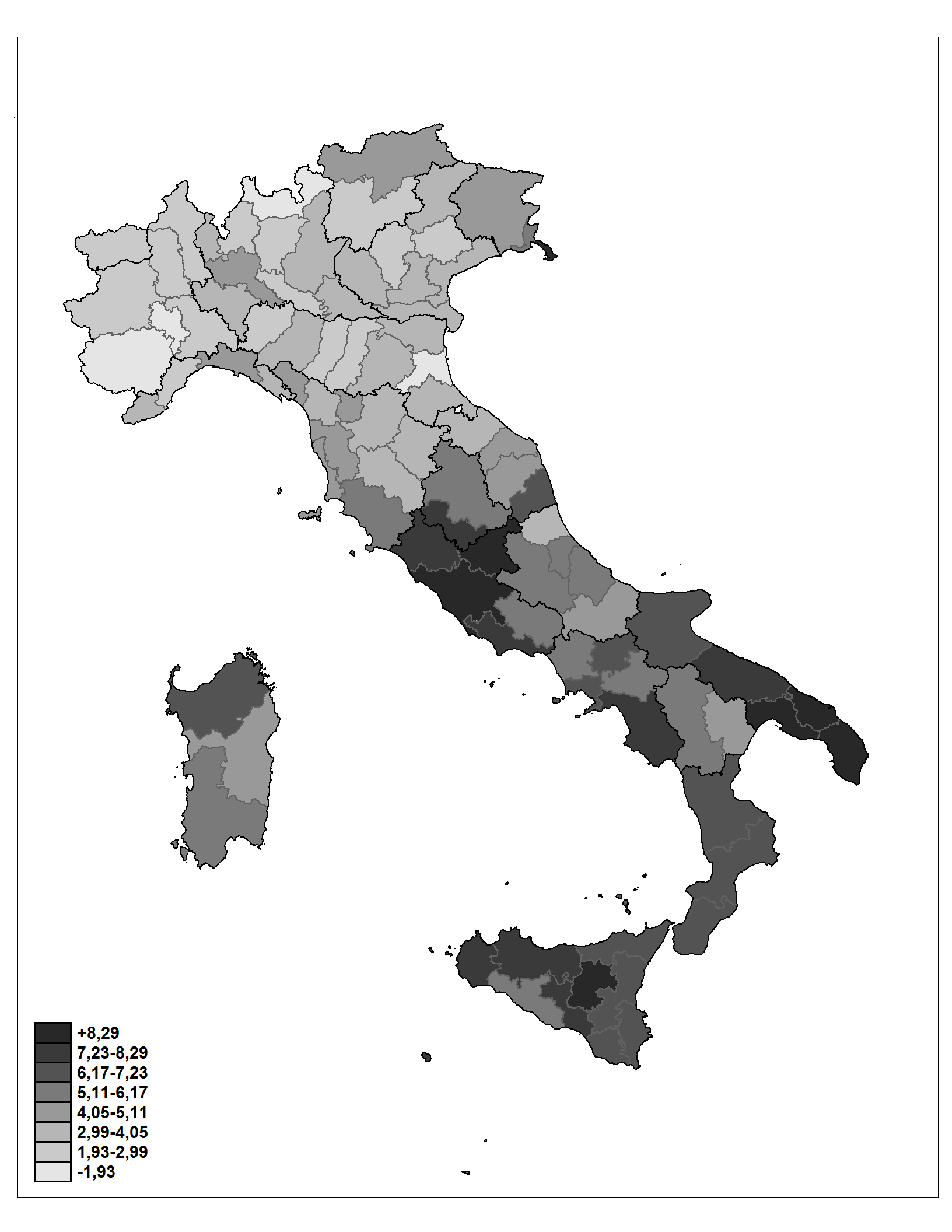
Movimento Sociale Italiano.
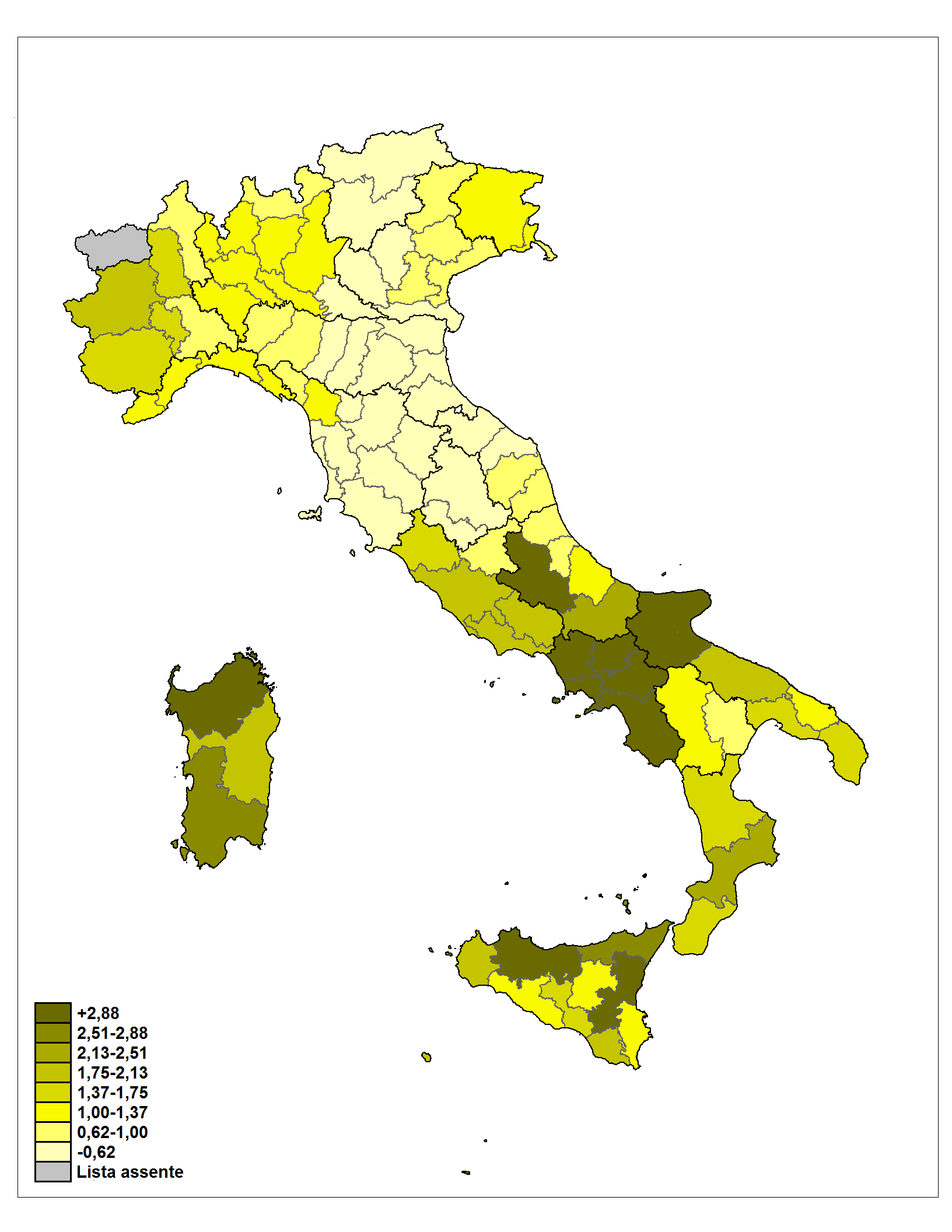
Partito Democratico Italiano di Unità Monarchica.
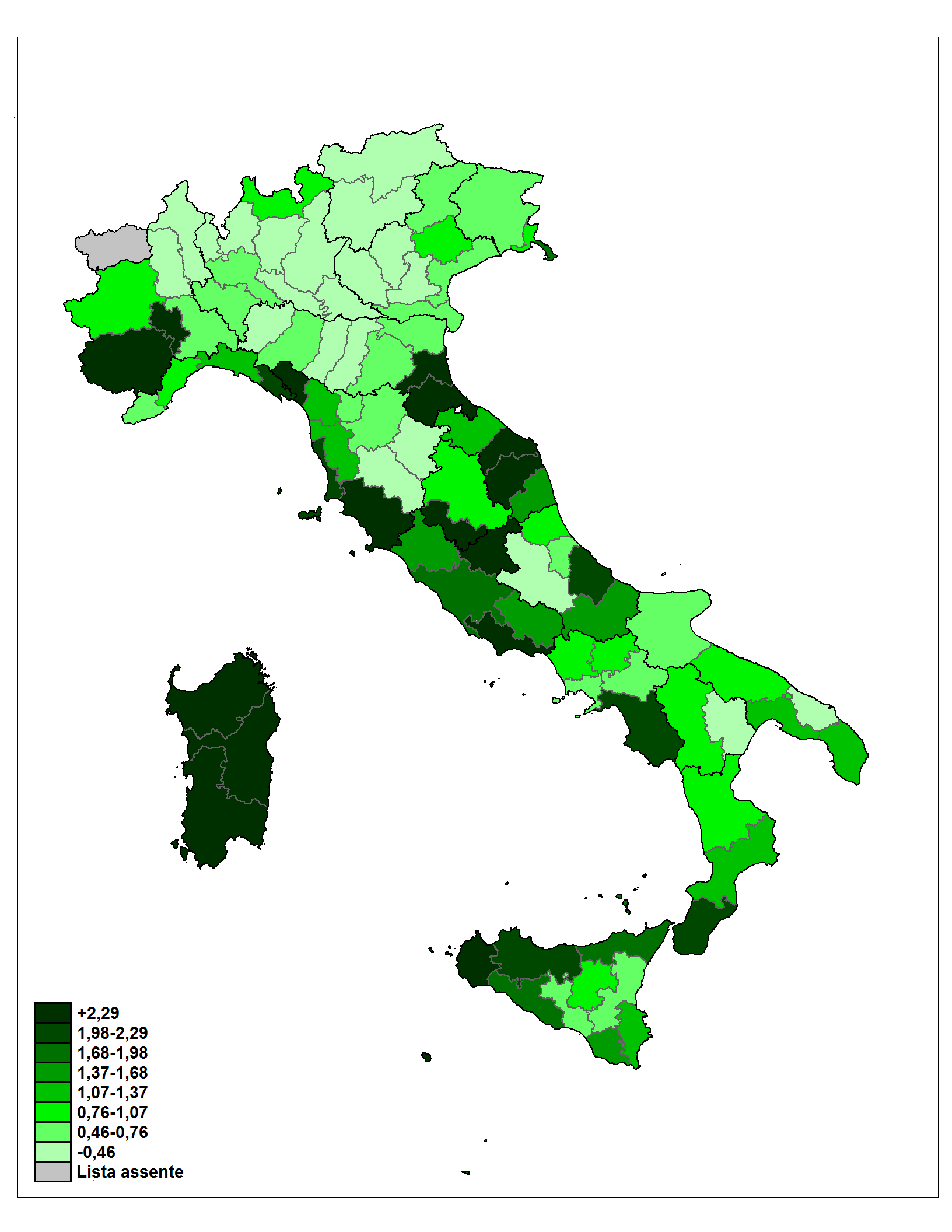
Partito Repubblicano Italiano.
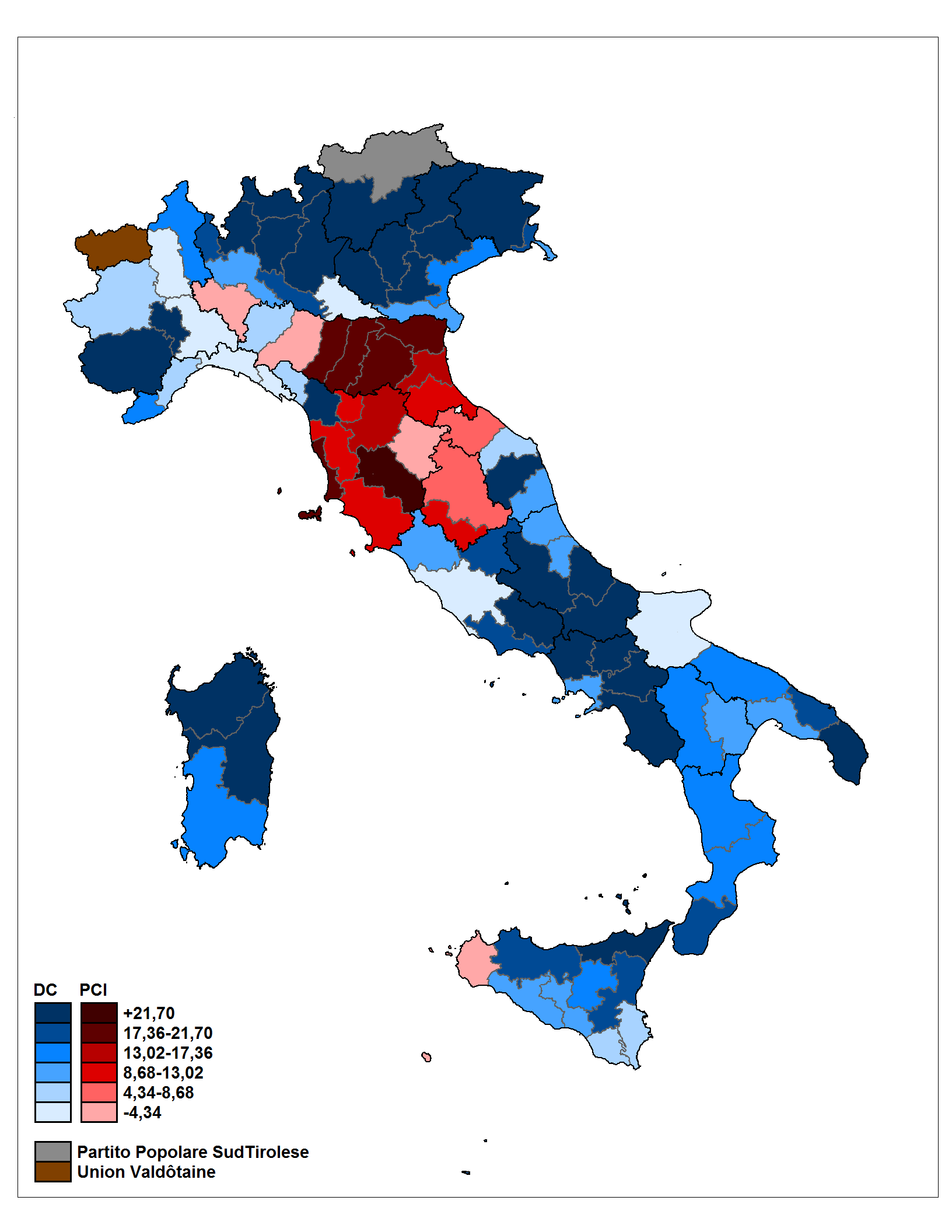
Distacco tra DC e PCI.

## Conseguenze del voto
Le elezioni consegnarono una solida maggioranza al centrosinistra composto da DC, PSI, PSDI e PRI. Il 16 maggio Fanfani si dimise e otto giorni dopo il Presidente della Repubblica Antonio Segni affidò l'incarico ad Aldo Moro, rinunciando ai mandati esplorativi. Tuttavia non erano ancora mature le condizioni per poter formare un Governo direttamente con i socialisti: Nenni fu messo in minoranza dalla corrente di Riccardo Lombardi, contraria a sostenere l'esecutivo, e di conseguenza Moro rinunciò all'incarico.
Il mandato fu quindi affidato a Giovanni Leone, che ottenne la fiducia dei socialisti. Pochi mesi dopo Aldo Moro fu incaricato di formare il suo primo Governo composto da tutto il centrosinistra. A questo ne seguirono altri due che permisero all'alleanza guidata da Moro di mantenersi al governo fino alla fine della legislatura.
Durante la IV legislatura si elesse un nuovo presidente della repubblica a seguito delle dimissioni di Segni per gravi motivi di salute. Dopo 21 votazioni il Parlamento elesse Presidente della Repubblica il leader socialdemocratico Giuseppe Saragat, in un caso di unità della sinistra assai raro nella storia della Prima repubblica, con 646 voti su 927 votanti, contro anche la maggioranza della DC.